# Pałac Radolińskich w Jarocinie
Pałac Radolińskich w Jarocinie – zabytkowy pałac w Jarocinie.
Główna siedziba rodowa wielkopolskiej rodziny Radolińskich herbu Leszczyc. Zaprojektowana w stylu angielskiego neogotyku przez pruskiego architekta królewskiego Friedricha Augusta Stülera na zlecenie Władysława Radolińskiego. Wzniesiona w latach 1848–1865.

## Projekt
Władysław Radoliński (1806–1879) zlecił zaprojektowanie rodowej siedziby Friedrichowi Augustowi Stülerowi. Był on sprawdzonym przez Radolińskiego architektem, który wsławił się w Europie jako twórca muzeów, pałaców, kościołów, uniwersytetów, zamków itp. w Berlinie, Budapeszcie, Królewcu, Sztokholmie czy Kolonii. Dla samego Radolińskiego zaprojektował pałac w Poznaniu, który przebudowany stoi przy dzisiejszym placu Wolności, a także nigdy nie wybudowany (ze względów technicznych) pałac w Jarocinie. Radoliński pragnął okazałej siedziby dla siebie i przyszłych pokoleń dlatego Stüler miał tu pole do popisu. Zdecydowano, że siedziba zostanie wzniesiona w jarocińskim parku (wtedy będącym prywatną własnością Radolińskich) kilkaset metrów od dawnej siedziby tzw. Skarbczyka (który został w późniejszych latach wyremontowany i zaanektowany na rodowy skarbiec i archiwum). Ostateczna wersja projektu Stülera, którą zaaprobował Radoliński nosiła miano budowli o charakterze angielskiego neogotyku. Być może miała na to wpływ obecność Władysława Radolińskiego na koronacji królowej Wiktorii w Londynie w roku 1838 i spostrzeżenia jakich tam dokonał.

## Budowa
Budowa pałacu rozpoczęła się w 1848 roku. Rezydencja miała mieć trzy kondygnacje. Jej główne wejście stanowił ryzalit zwieńczony krenelażem. Frontową część pałacu zwrócono ku parku, natomiast tylna część pałacowej elewacji skierowana została w kierunku centrum miasta. Ogród, który znajdował się na tyłach pałacu idealnie współgrał z rozległym tarasem zaprojektowanym przez Stülera. Przy budowie pałacu brali udział m.in. specjaliści z Poznania, Berlina, Wrocławia, Charlottenburga, Krotoszyna i Milicza. Prowadzone z niewielkimi przerwami prace zostały definitywnie zakończone w 1865 roku gdy sala wielka została ostatecznie urządzona. W pałacu znalazły się liczne sypialnie (zarówno dla członków rodziny, jak i gości), biblioteka, buduar, hole, salon, oranżeria (w której znalazło się 600 doniczek z kwiatami), sala wielka, łazienki, kuchnia, pokój dla pokojówki, garderoba, pokój do pracy, jadalnia i taras.

## Aranżacja
Część pokoi w pałacu dostało swe nazwy od kolorów, które w nich dominowały. Wyróżniano pokoje: biały, żółty, niebieski i zielony. Większość pałacowych podłóg była wyłożona drewnem. W głównym holu charakterystyczne okazały się wysokie i smukłe witraże. Meble jakie stanowiły wyposażenie pałacu były zarówno takimi, które od wielu lat stanowiły własność Radolińskich, jak i specjalnie zamawianymi lub kupowanymi w całej Europie. Część mebli Radolińscy zakupili od księcia Bernarda Potockiego, który bywał częstym gościem w jarocińskim pałacu. Cenny nabytek stanowiły również meble należące swego czasu do ostatniego króla Polski Stanisława Augusta Poniatowskiego. Liczne obrazy stanowiły wystrój praktycznie każdego pomieszczenia. Wiele mebli było pozłacanych, stoły miały marmurowe płyty, a kominki posiadały rzeźbione fronty. Niesamowitość wnętrz potęgowały mahoniowy fortepian, antyczna waza z Pompei, firany z włoskiego adamaszku, dębowe łoża, wenecki gobelin z herbem rodu Medyceuszy, żyrandole wykonane z brązu, złocona porcelana, antyczne zegary i rzeźby. Pałacowa biblioteka w momencie ukończenie budowy liczyła kilkaset książek, w tym dzieła Voltaire’a, Rousseau, starodruki, książki prawnicze, historyczne i literaturę piękną. Jedną z najcenniejszych była wydana w roku 1563 Biblia brzeska zwana Radziwiłłowską. Z biegiem lat księgozbiór był sukcesywnie powiększany.

## Renowacje i rozbudowa
Pierwsze zabiegi remontowe i renowacyjne odbyły się już po śmierci Władysława i jego żony Józefiny (1807–1880) w latach 1881–1883. Zlecił je ich syn Hugo, który był odnoszącym sukcesy na arenie międzynarodowej pruskim dyplomatą. Z powodu częstych nieobecności Hugona (1840–1917), prace rearanżacyjne nadzorował jego syn Alfred (1864–1910). Jednym z głównych zadań było zarchiwizowanie bogatej (i stale powiększającej się) kolekcji różnego rodzaju broni, zarówno im współczesnej, jak i historycznej. Przeszklone gabloty stanęły w holu. Była to największa tego typu kolekcja w Wielkopolsce. Wśród mieczy i szpad znajdowały się dzieła Manicha, Martina, Rinq’a, a wśród broni palnej Cominazzo i Lazaro. W jadalni postanowiono zamontować zabytkową boazerię pochodzącą z jednego z austriackich zakonów. Odmalowywano wnętrza, naklejano nowe tapety, odświeżano obicia foteli i krzeseł, konserwowano obrazy. Rozpoczęto również restauracje pałacowego parku, który w stylu angielskim zaprojektowali Peter Joseph Lenné i Władysław Radoliński. W holu pojawiły się nowe witraże zrobione na zamówienie Hugona w Paryżu. Przedstawiały one postać św. Jerzego i liczne herby przodków Radolińskich i rodzin z nimi skoligaconych. Dzięki licznym podróżom księcia Hugona w pałacu zaczęły pojawiać się liczne egzotyczne elementy jego wystroju. W renesansowej szafie trzymano 137 sztuk chińskiej porcelany. W holu stanął marmurowy kominek, który był prezentem sułtana Abdula Hamida II. W samym kominku ustawiono odlane z brązu i pozłacane figurki wilków, które niegdyś należały do Stanisława Augusta Poniatowskiego. W garderobie stał kominek ozdobiony herbem potężnego włoskiego rodu Sforzów. W pałacu można było natknąć się na perskie dywany, tygrysią skórę z Indii, tureckie haftowane złotem kotary czy srebrny krucyfiks, który był darem papieża Piusa IX. Znajdował się w nim również marmurowy lawaterz z XVI wieku. Na końcu XIX wieku pałacowa biblioteka zwiększyła się do około 10 tysięcy woluminów (chociaż książki były rozlokowane w kilku pomieszczeniach), wśród których znalazł się rękopis legendarnej powieści Jana Potockiego „Rękopis znaleziony w Saragossie”. W pałacowym archiwum stała pancerna szafa, w której znajdowały się rodzinne dokumenty, korespondencja, akty prawne, genealogie. Wśród obrazów znajdujących się w pałacu znajdowały się m.in. dzieła Carla Dolciego, Antoona van Dycka, Louisa de Silvestre’a, Richarda Laucherta, Wilhelma Kandlera, Jana Józefa Dutkiewicza czy Canaletta. W pałacu znajdowała się również bogata kolekcja numizmatyczna, w której najstarsze monety i medale pochodziły z czasów starożytnych (m.in. medal z portretem króla Zygmunta III Wazy z 1623 roku). Kolejne renowacje przypadły na lata 90’ XIX wieku i początek XX wieku. Kolejne pomieszczenia były przebudowywane, restaurowane i remontowane. Odnawiano schody, piece, posadzki, tynk na elewacji, ogrodzenie pałacu, dach. W roku 1898 w pałacowym parku rozpoczęto budowę domu ogrodnika. Stanął on tuż obok głównego wjazdu na teren posiadłości przy dzisiejszej ulicy Kasztanowej. W 1906 roku do pałacu doprowadzono bieżącą wodę, a dwa lata później gazowe oświetlenie. Pomiędzy 1907 a 1908 rokiem oranżerie przebudowano na bibliotekę. Tysiące książek w końcu znalazło swe godne miejsce w jarocińskim pałacu. W roku 1910 na tylnej elewacji pałacu umieszczono zegar słoneczny, którego twórcą był Richard Munzky. W tym samym roku w parku nieopodal rezydencji zbudowano budynek gospodarczy. W latach 1911–1914 książę Hugo dokonał rozbudowy pałacu, według projektu jarocinianina Augusta Frietzschego, której głównym celem było dobudowanie wschodniego skrzydła. Kres poważnych inwestycji w jarociński pałac nastąpił z chwilą śmierci księcia Hugona, która nastąpiła 20 lipca 1917 roku właśnie w rodowej rezydencji. 4 grudnia tego samego roku w pałacu wybuchł tragiczny w skutkach dla przechowywanych tam przedmiotów pożar. Spłonęła wtedy większa część książek, mebli, dzieł sztuki i broni. Odbudowa pałacu trwała kilka lat. Jednak jego wnętrza już nigdy nie świeciły blaskiem sprzed pożaru. Niespokojne lata międzywojenne i trudna polityczna sytuacja potomków księcia Hugona nie oddziaływały pozytywnie na jarocińską rezydencje. II wojna światowa ostatecznie zniweczyła jakiekolwiek próby przywracania świetności pałacu. Wnuk księcia Hugona Wilhelm (1894–1965), uciekł z Jarocina przed zbliżająca się Armią Czerwoną 24 stycznia 1945 roku.

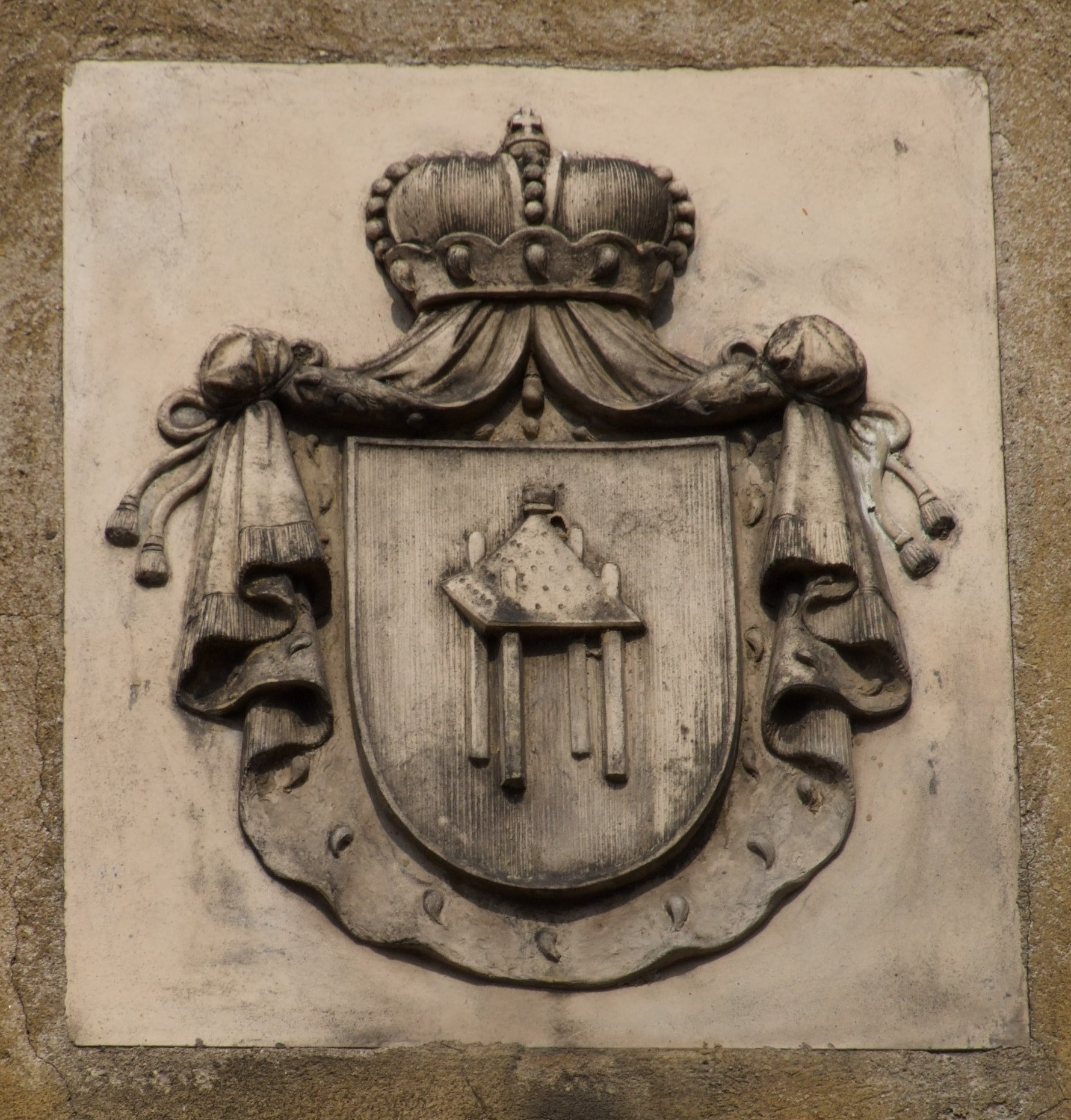
Herb Leszczyc na fasadzie pałacu
Herb Leszczyc
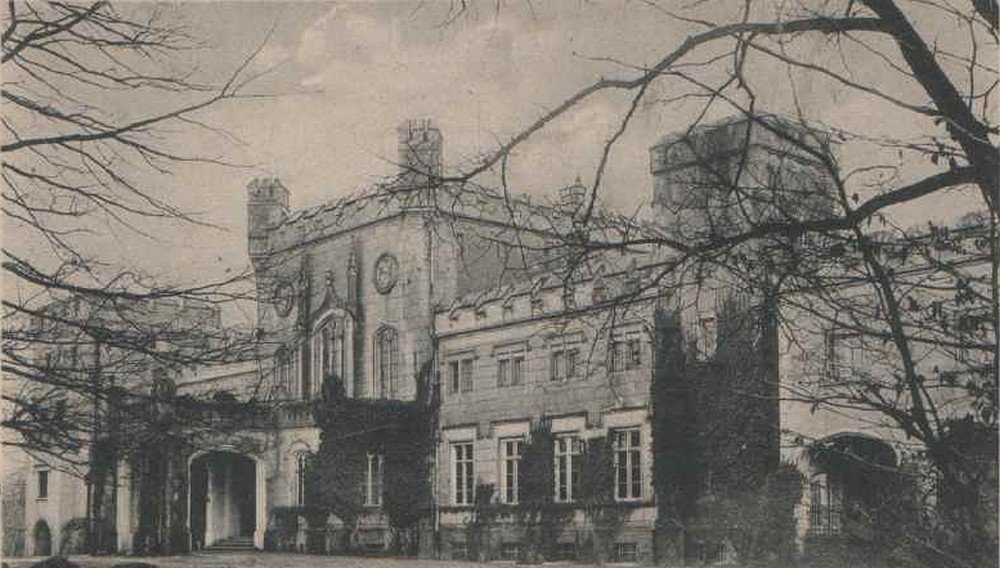
Front pałacu
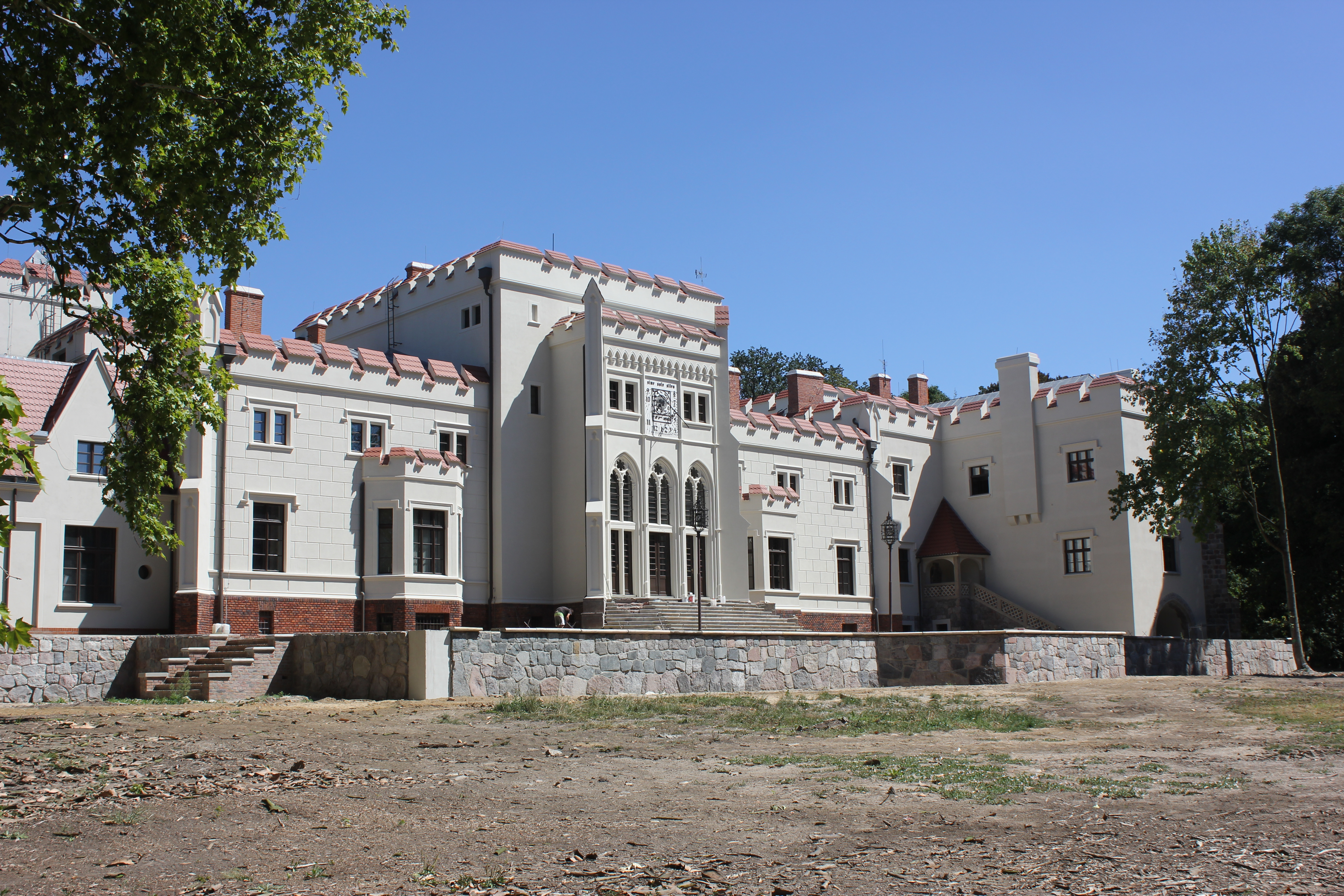
Tył pałacu (2018)
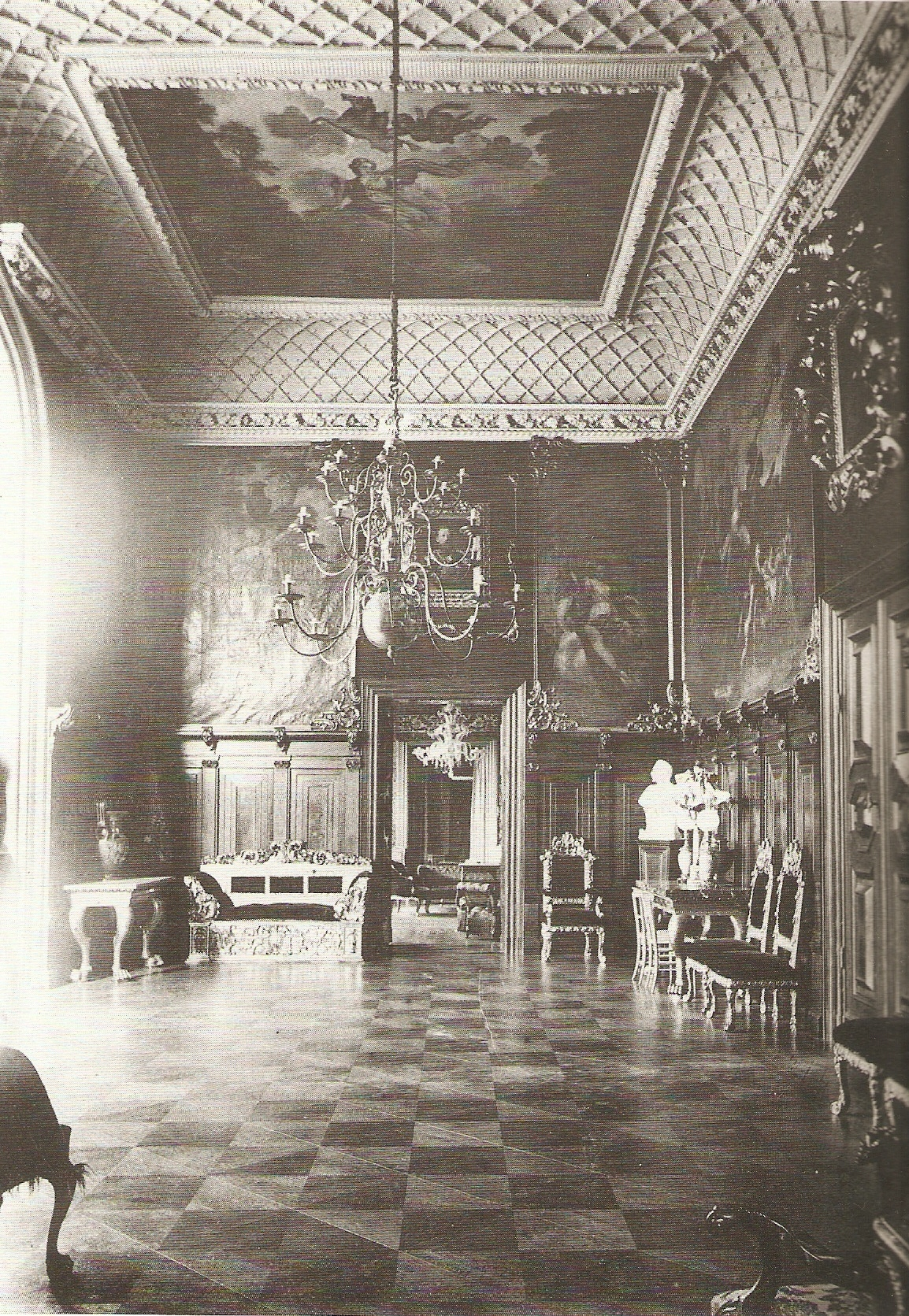
Sala wielka (1908)
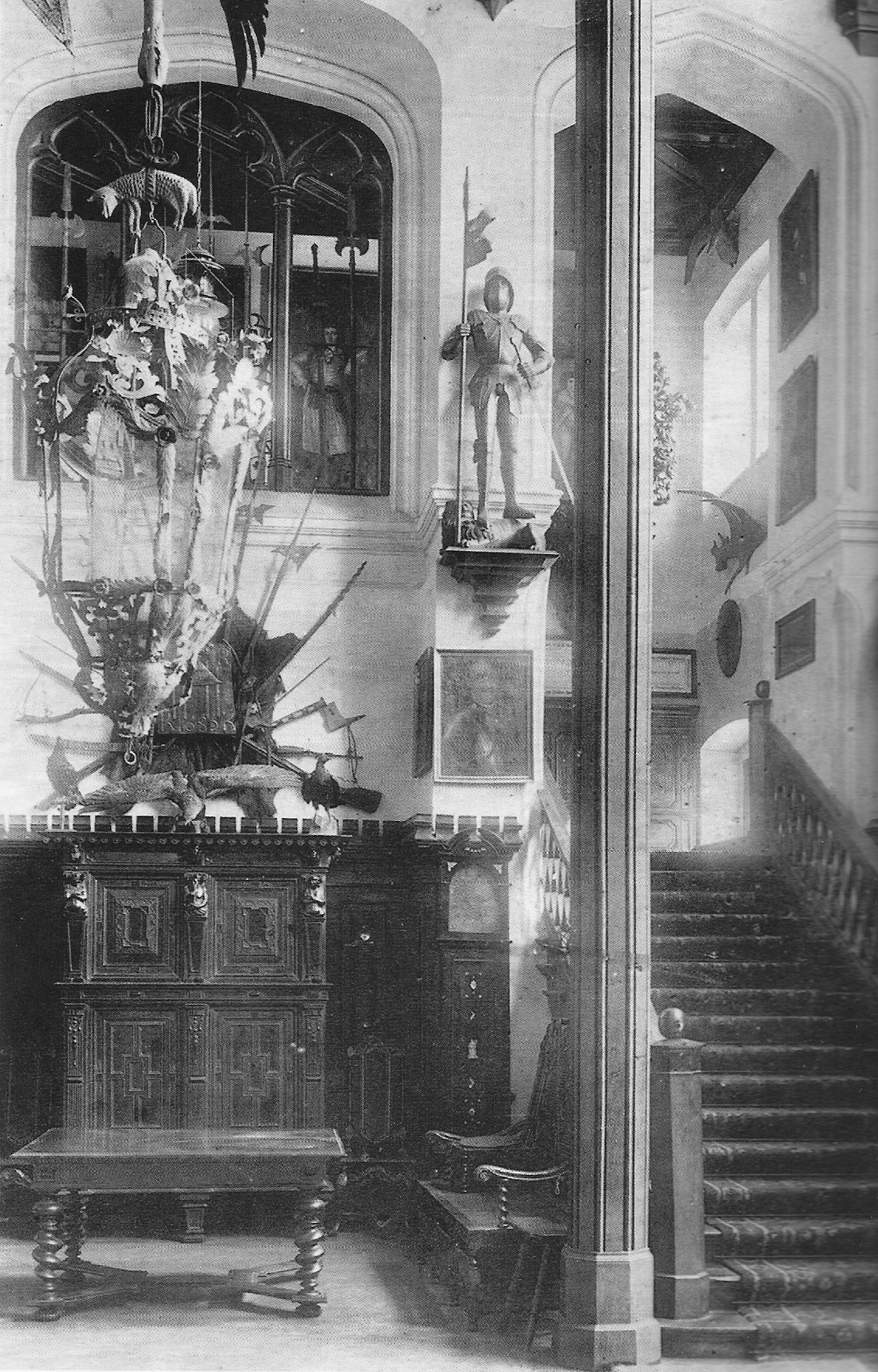
Hol w pałacu (1908)
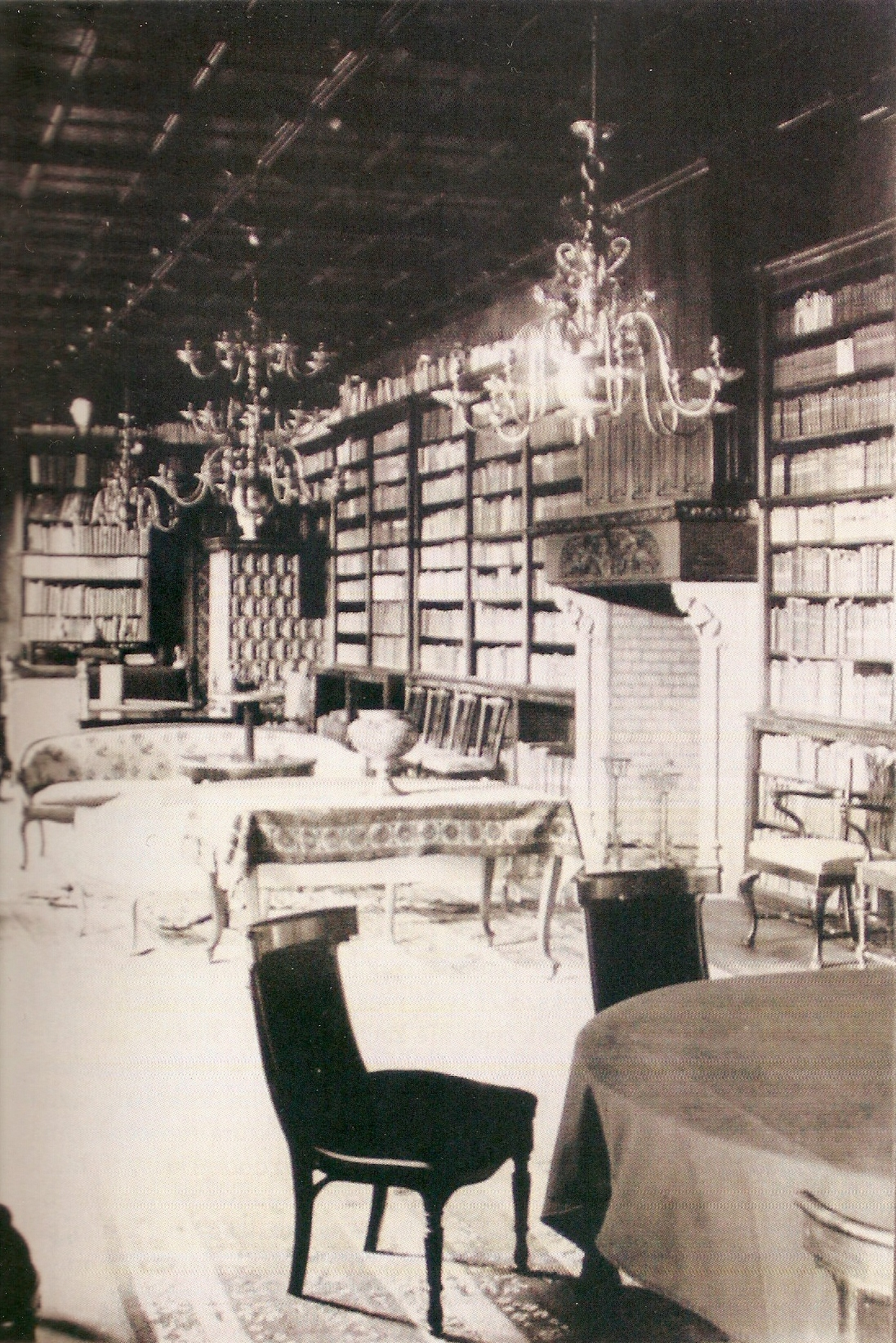
Biblioteka (1909)
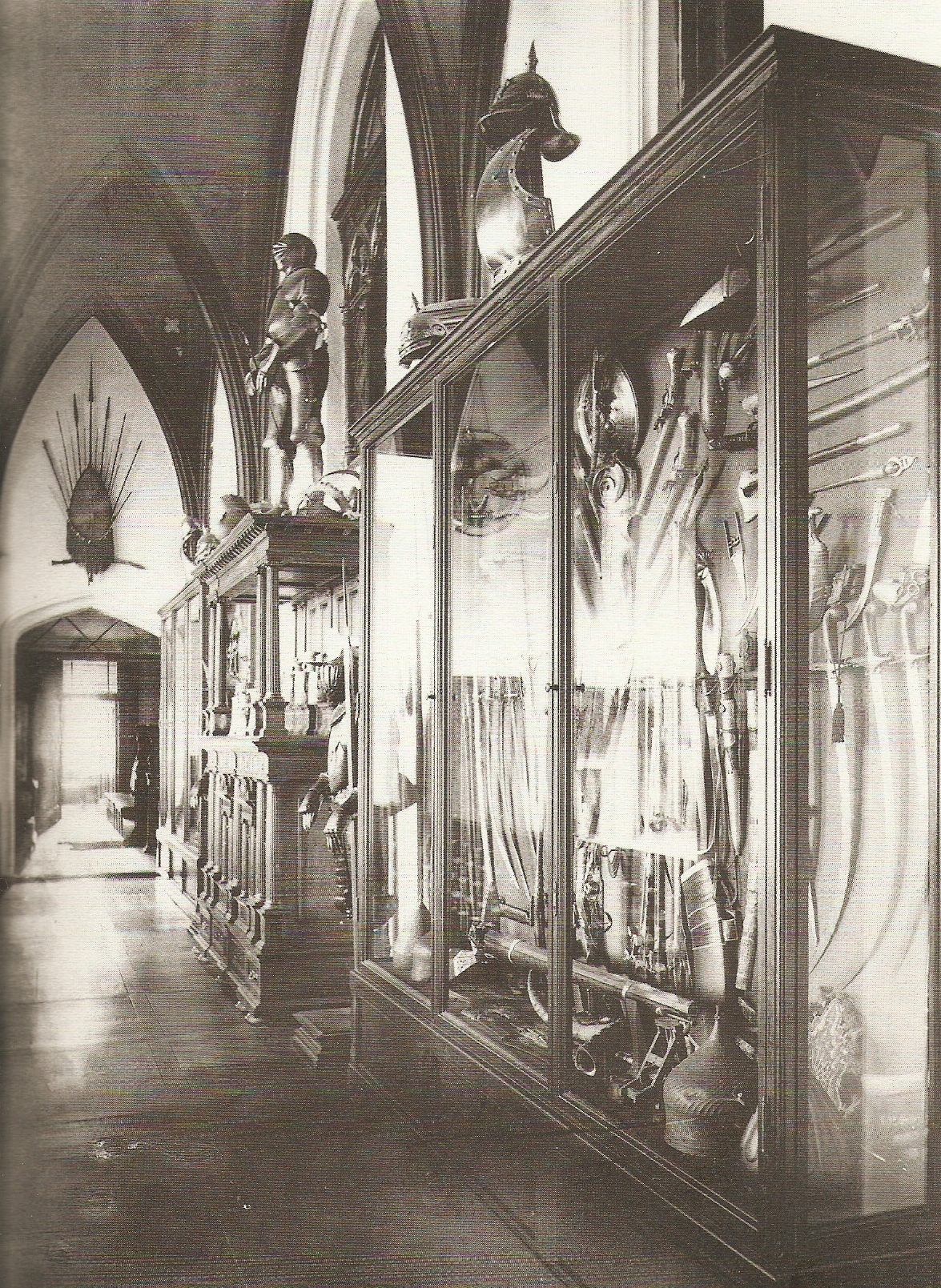
Kolekcja broni (1908)
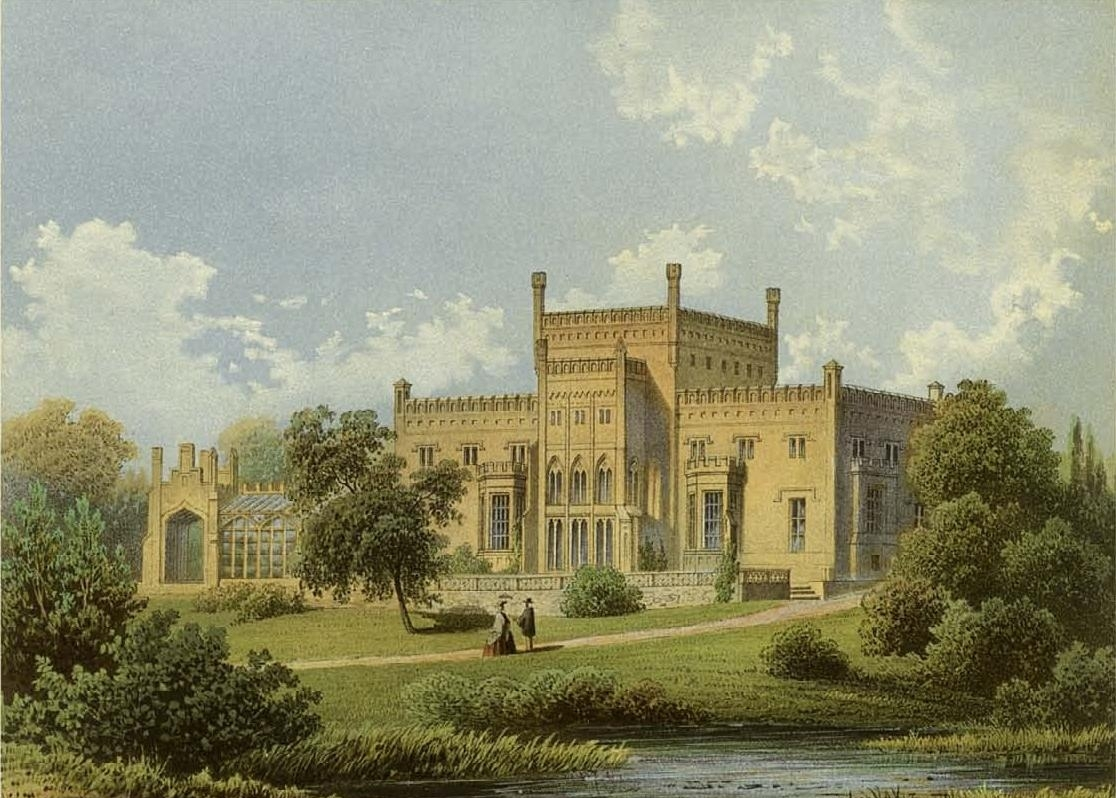
Rycina z pałacem, druga połowa XIX w.
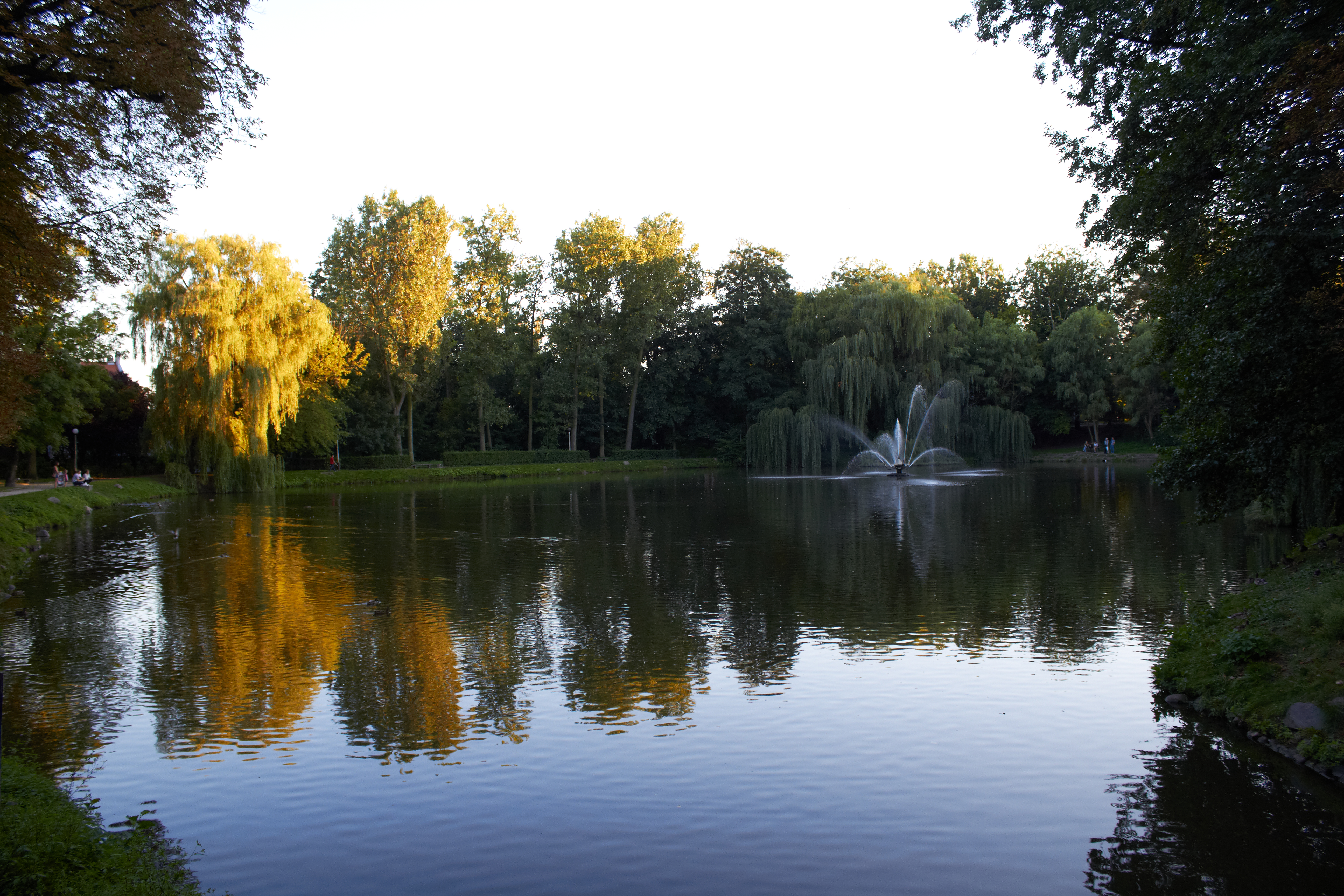
Park

## Los pałacu po wojnie
Pozostawiony samotnie pałac nie stał się na szczęście miejscem ograbionym i doszczętnie zniszczonym przez Armię Czerwoną, choć nie obyło się bez aktów wandalizmu i kradzieży. Tymczasowe władze miasta przytomnie starały się zabezpieczyć znajdujące się tam cenne przedmioty, choć skutek tych działań był różnoraki. Z biegiem lat w pałacowych pomieszczeniach lokowano przeróżne instytucje: Państwowy Ośrodek Kształcenia Bibliotekarzy, Szkołę Podstawową nr 3, Państwową Szkołę Muzyczną, siedzibę jarocińskiego koła Polskiego Towarzystwa Historycznego czy Bibliotekę Publiczną Miasta i Gminy Jarocin. W 2022 r. otwarto ekspozycję stałą Muzeum Regionalnego.